# Entropia di vaporizzazione
L'entropia di vaporizzazione (o entropia di ebollizione) è una grandezza che esprime l'aumento di entropia dovuto al processo di vaporizzazione. Questa variazione positiva è dovuta all'aumento del disordine di un sistema materiale quando questo passa dallo stato solido cristallino (stato molto ordinato) o liquido (meno ordinato) allo stato aeriforme (molto disordinato). Nel caso di passaggio di stato solido → aeriforme solitamente si utilizza anche il termine entropia di sublimazione. L'unità di misura nel SI è J / mol · K.
Il processo naturale di transizione di fase avviene nel momento in cui l'associato cambiamento dell'energia libera di Gibbs è negativa. Segue che l'entropia di vaporizzazione è in relazione con il punto di ebollizione (o di sublimazione) e il calore di vaporizzazione:
{\displaystyle \Delta H_{b}=T_{b}\times \Delta S_{b}}
Secondo la regola di Trouton l'entropia di vaporizzazione di un liquido può essere approssimata a circa 88 J/mol · K ovvero 10,5 R.

## Esempi
Nella tabella seguente sono indicate le entropie molari di vaporizzazione di alcuni liquidi (a p = 1 bar):
| Composto chimico         | Δsb in J/(mol · K) | Δsb/R (adimensionale) |
| ------------------------ | ------------------ | --------------------- |
| Acido solfidrico         | 87,9               | 10,5                  |
| Cicloesano               | 85,1               | 10,2                  |
| Benzene                  | 87                 | 10,5                  |
| Toluene                  | 86,6               | 10,4                  |
| Stirene                  | 88,7               | 10,7                  |
| Naftalene                | 88,3               | 10,6                  |
| Piridina                 | 90,4               | 10,9                  |
| Diclorometano            | 90                 | 10,8                  |
| Cloroformio              | 88,3               | 10,6                  |
| Tetracloruro di carbonio | 85,8               | 10,3                  |
| Tricloroetilene          | 87,4               | 10,5                  |
| Etere etilico            | 88,3               | 10,6                  |
| Acetone                  | 88,3               | 10,6                  |
| Acetonitrile             | 88,3               | 10,6                  |
| Etanolo                  | 110                | 13,2                  |
| Anilina                  | 97,1               | 11,7                  |
| Metilammina              | 96,7               | 11,6                  |
| Acqua                    | 109,1              | 13,1                  |